# Rest Haven
Rest Haven és una població dels Estats Units a l'estat de Geòrgia. Segons el cens del 2000 tenia 151 habitants.

## Demografia
Segons el cens del 2000, Rest Haven tenia 151 habitants, 57 habitatges, i 42 famílies. La densitat de població era de 145,8 habitants/km².
Dels 57 habitatges en un 28,1% hi vivien nens de menys de 18 anys, en un 63,2% hi vivien parelles casades, en un 8,8% dones solteres, i en un 24,6% no eren unitats familiars. En el 22,8% dels habitatges hi vivien persones soles el 14% de les quals corresponia a persones de 65 anys o més que vivien soles. El nombre mitjà de persones vivint en cada habitatge era de 2,65 i el nombre mitjà de persones que vivien en cada família era de 3,07.
Per edats la població es repartia de la següent manera: un 25,2% tenia menys de 18 anys, un 11,3% entre 18 i 24, un 24,5% entre 25 i 44, un 24,5% de 45 a 60 i un 14,6% 65 anys o més.
L'edat mediana era de 35 anys. Per cada 100 dones de 18 o més anys hi havia 85,2 homes.
La renda mediana per habitatge era de 50.156 $ i la renda mediana per família de 51.250 $. Els homes tenien una renda mediana de 31.875 $ mentre que les dones 25.781 $. La renda per capita de la població era de 15.275 $. Entorn de l'11,8% de les famílies i el 12,9% de la població estaven per davall del llindar de pobresa.

## Poblacions properes
El següent diagrama mostra les poblacions més properes.